# 粉衣目
粉衣目为茶渍纲的一目真菌。

## 下属分类
- 粉衣科 Caliciaceae
- 蜈蚣衣科 Physciaceae